# Deutsche Gartenbaubibliothek
Die Deutsche Gartenbaubibliothek in Berlin ist eine öffentlich zugängliche Bibliothek, die auf gartenrelevante Themen spezialisiert ist.  Sie ist mit mehr als 55.000 Bänden die größte dieses Fachs auf dem europäischen Kontinent.

## Geschichte

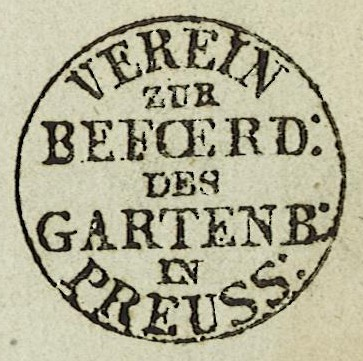
1823: Stempelabdruck vom Verein zur Beförderung des Gartenbaues in den Königlich Preußischen Staaten

Die Gartenbaubibliothek geht im Kern auf die Bibliothek des 1822 gegründeten Vereins zur Beförderung des Gartenbaues in den Königlich Preußischen Staaten zurück (ab 1910: Deutsche Gartenbau-Gesellschaft, DGG), der mit zahlreichen Gartenbauvereinen im In- und Ausland in Tauschverbindung stand.
Weitere bedeutende Vorgängerbibliotheken sind die Bibliothek des 1860 gegründeten Deutschen Pomologen-Vereins und des 1887 gegründeten Vereins deutscher Gartenkünstler (heute: Deutsche Gesellschaft für Gartenkunst und Landschaftskultur, DGGL).
Robert Zander setzte sich ab 1926 im Reichsverband des deutschen Gartenbaues e.V. dafür ein, diese und andere Fachbibliotheken zu einer einzigen zusammenzuführen. Dies wurde im Zuge der Umstrukturierung des gesamten Gartenbauwesens nach 1933 möglich. Zander konnte erreichen, dass die Bibliotheken – mit Ausnahme der des aufgelösten Reichsverbandes – nicht enteignet und in den Reichsnährstand überführt wurden, sondern im Eigentum der jeweiligen Verbände blieben. Zu diesem Zweck gründeten acht mit Bibliotheken versehene Gartenbau-Organisationen 1936 den nicht rechtsfähigen Verein Bücherei des Deutschen Gartenbaues, und die Bestände wurden im Haus des Deutschen Gartenbaues in Berlin-Charlottenburg räumlich zusammengeführt.
Nach kriegsbedingter Auslagerung holte Zander die Bestände nach Berlin zurück, und 1952 wurde die Bücherei des Deutschen Gartenbaues in das Vereinsregister eingetragen. Nach langer Suche nach einer Finanzierungsmöglichkeit schloss der Verein 1965 einen Nießbrauchsvertrag mit der Technischen Universität Berlin, in deren Obhut sich die Bibliothek seitdem befindet.
2017 wurde die Bücherei des Deutschen Gartenbaues in Deutsche Gartenbaubibliothek umbenannt. Diesen Namen führen seitdem sowohl der eingetragene Verein als auch die Sondersammlung Gartenbaubücherei innerhalb der Universitätsbibliothek.

## Bestände und Aufgaben
Die Bestände sind in drei große Bereiche gegliedert: Monographien, Zeitschriften und Sonderbestände. Sie reichen zurück bis zu den ersten Anfängen der jeweiligen Gattung, bei den Monographien bis 1529, bei den Zeitschriften bis 1782 und werden laufend aktualisiert. Dabei obliegt der Universitätsbibliothek die Anschaffung der laufenden Neuerscheinungen, während sich der Verein um Ergänzungen des Altbestandes bemüht.
Zu den Sonderbeständen gehören Ausstellungskataloge, Firmenkataloge, Handschriften, Biographische Sammlung, Sonderschriften, Plan- und Plakatsammlung, Werbematerial u. a. m.
Monographien, Zeitschriften und Sonderschriften sind im Online-Katalog der Universitätsbibliothek erfasst, weitere Sonderbestände sind auf den Seiten des Vereins verzeichnet.